# Świniopas
Świniopas, także Książę świniarek, Książę pastuszkiem (duń. Svinedrengen) – baśń literacka autorstwa Hansa Christiana Andersena, wydana po raz pierwszy w 1841 roku.

## Publikacja
Baśń o Świniopasie została opublikowana przez wydawnictwo C.A. Reitzel w Kopenhadze 20 grudnia 1841 roku w zbiorze baśni „Bajki opowiedziane dla dzieci. Nowa kolekcja. Trzecia broszura. 1842” (duń. Eventyr, fortalte for Børn. Ny Samling. Tredie Hefte. 1842) wraz z Ole Zmruż-oczkiem, Elfem różanym oraz Gryką. Wydawnictwo ukazało się w okresie przed świętami Bożego Narodzenia.
Jak każda z napisanych przez pisarza baśni, również Świniopas był inspirowany życiowymi doświadczeniami, takimi jak trudne dzieciństwo i dążenie do akceptacji, co mogło wpłynąć na motywy fabuły, takie jak przebranie księcia i bycie odrzuconym przez księżniczkę.

## Fabuła
Młody książę postanawia sięgnąć po rękę córki cesarza. Posyła jej w darze cudowną różę z grobu ojca i oswojonego, pięknie śpiewającego słowika. Cesarzówna pogardza podarunkami, bo okazują się być naturalnymi, żywymi. Książę jednak się nie poddaje. Przebiera się za ubogiego i dostaje pracę na dworze cesarskim jako świniopas. W wolnym czasie lepi garnuszek wydzwaniający melodię i ukazujący potrawy jedzone w okolicy. Przechodząca cesarzówna chce posiąść cudowny garnuszek. Dwórka wchodzi do chaty świniopasa i wraca z wiadomością, że jego twórca żąda za niego dziesięć całusów córki cesarza. Dziewczyna, będąc początkowo oburzoną, decyduje się jednak na pocałowania chłopca i dostaje cudowny garnuszek. Następnie świniopas wykonuje magiczną kołatkę, wygrywającą najróżniejsze tańce. Żąda za niego sto pocałunków cesarzówny. I tym razem dziewczyna decyduje się na całowanie. Podczas osiemdziesiątego szóstego pocałunku nadchodzi cesarz, zaciekawiony zbiegowiskiem w chacie pastucha. Bardzo się gniewa i bije chłopca. Książę ubiera się po książęcemu i wyjeżdża, a wybredna cesarzówna zostaje sama.

## Polskie wydania
Świniopas był szereg razy tłumaczony na język polski. Baśń znalazła się w wydanych w Polsce wyborach baśni Andersena, m.in.:
- 1898 – Książę pastuszkiem, Baśnie i powiastki. Poznań: J. Leitgeber, s. 9–19. [dostęp 2025-03-29].
- 1924 – Książę świniarek, Franciszek Mirandola (tłum.): Książę Świniarek i inne bajki. Lwów • Poznań: Wydawnictwo Polskie, s. 39–46. [dostęp 2025-03-29].
- 1931 – Stefania Beylin w Zbiorowym wydaniu baśni Andersena
- 1946 – Świniopas, Baśnie. Łódź: Książka, s. 142–148. [dostęp 2025-03-29].
- 1948 – Witold Zechenter (oprac): Bajki. Kraków: M. Kot. OCLC 830806260. Brak numerów stron w książce
- 2006 – Świniopas: Bogusława Sochańska (tłum.): Baśnie i opowieści. Tom I 1830–1850. Poznań. s. 254–257. ISBN 978-83-7278-194-9. (z oryginału duńskiego)